# バオルコ州
バオルコ州（バオルコしゅう、スペイン語: Provincia de Bahoruco）はドミニカ共和国の州である。州都はネイバ。

## 隣接州
- サン・フアン州
- アスア州
- バラオーナ州
- インデペンデンシア州

## 下位行政区画

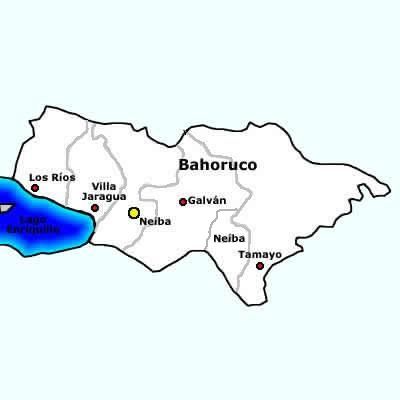
バオルコ州の基礎自治体

1. ネイバ（英語版）
2. ガルバン（英語版）
3. ビージャ・ハラグア（英語版）
4. タマヨ（英語版）
5. ロス・リオス（英語版）